# Опунція фікус-індіка
Опунція фікус-індіка (Opuntia ficus-indica) — вид кактусів.
Кактус вже давно був одомашнений і є рослиною, важливою для аграрного сектора економіки всіх посушливих і напівпосушливих районів світу. Недавній аналіз ДНК показав, що рослина походить з центральної Мексики. Рослина поширилась в багатьох частинах Північної та Південної Америки в доколумбові часи, з тих пір поширилася у багатьох частинах світу, особливо в Середземномор'ї. Поширенню сприяло перевезення рослин на суднах для запобігання цинги. Рослина може сягати від 3 до 5 метрів заввишки.
Також відомий під назвами індійська смоква, індійська фіга, індійський інжир, колюча груша, кактусова груша, туна; в Ізраїлі — цабр, цабар чи сабар.[джерело?]

### Галерея

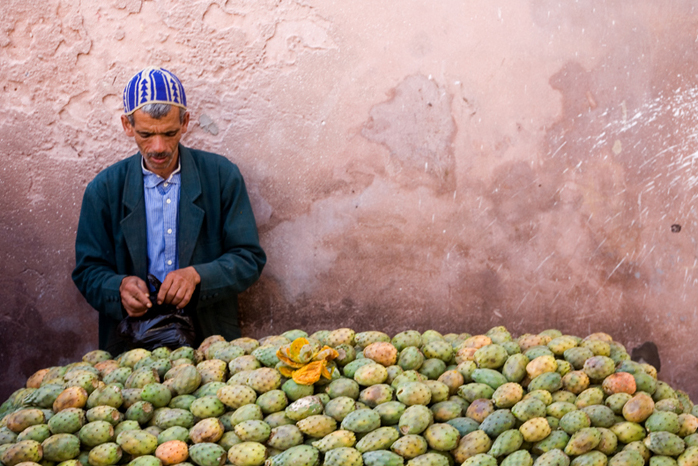
Плоди O. ficus-indica продаються в Марокко.
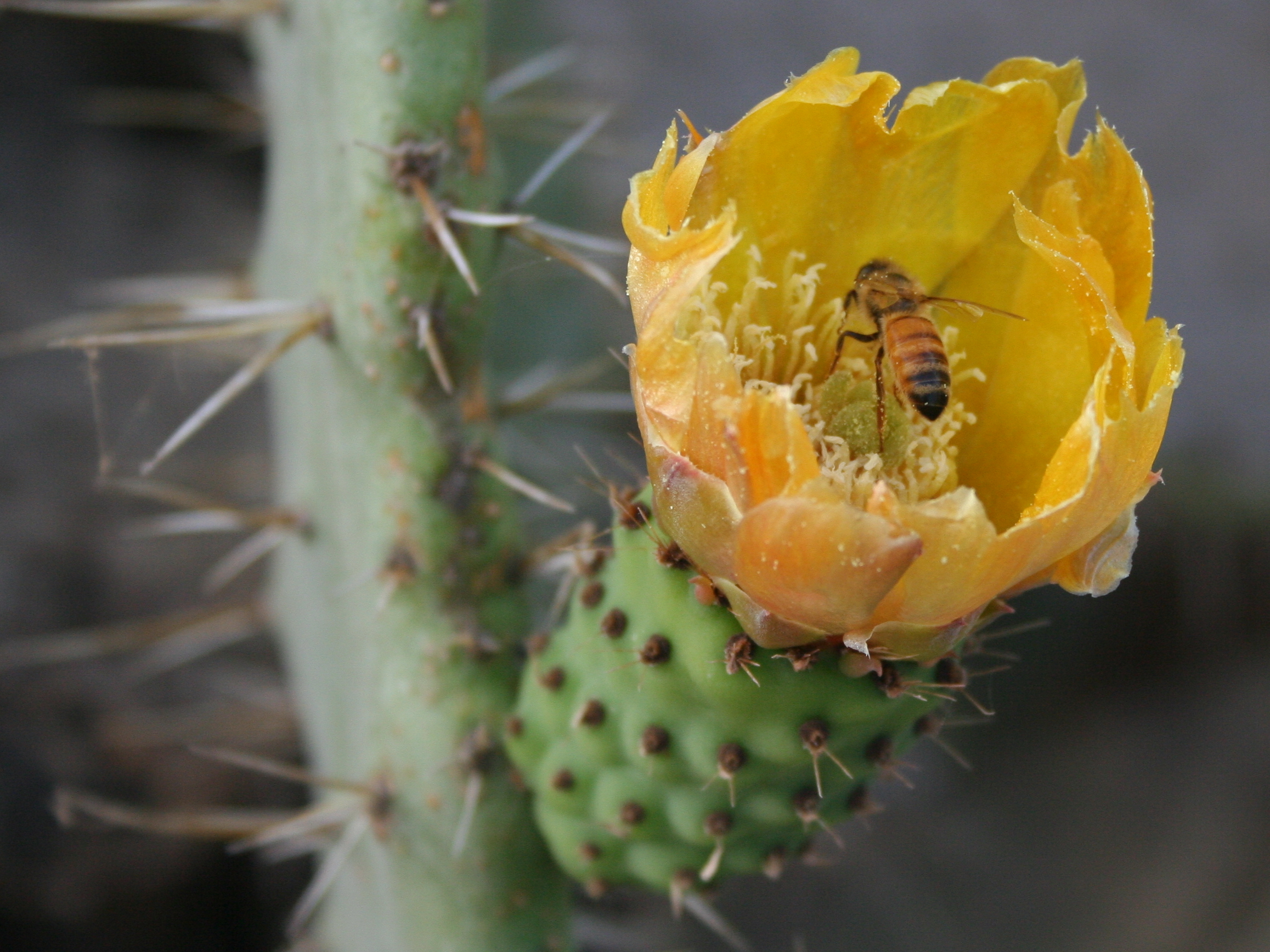
Квітка.
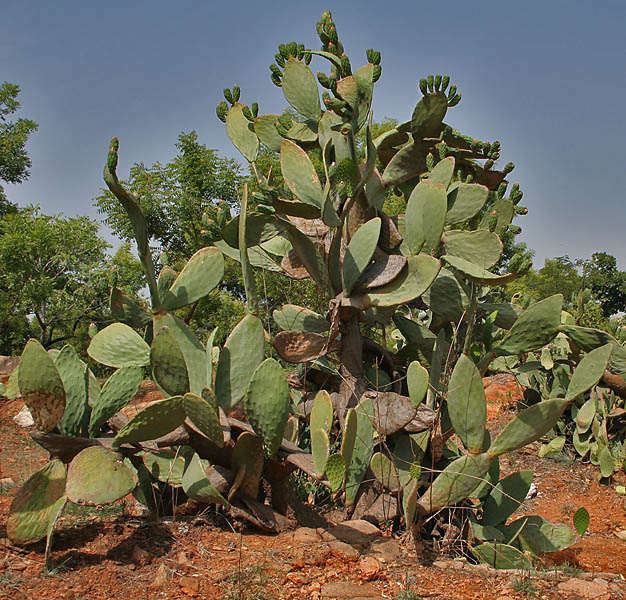
O. ficus-indica в Секундерабаді, Індія.
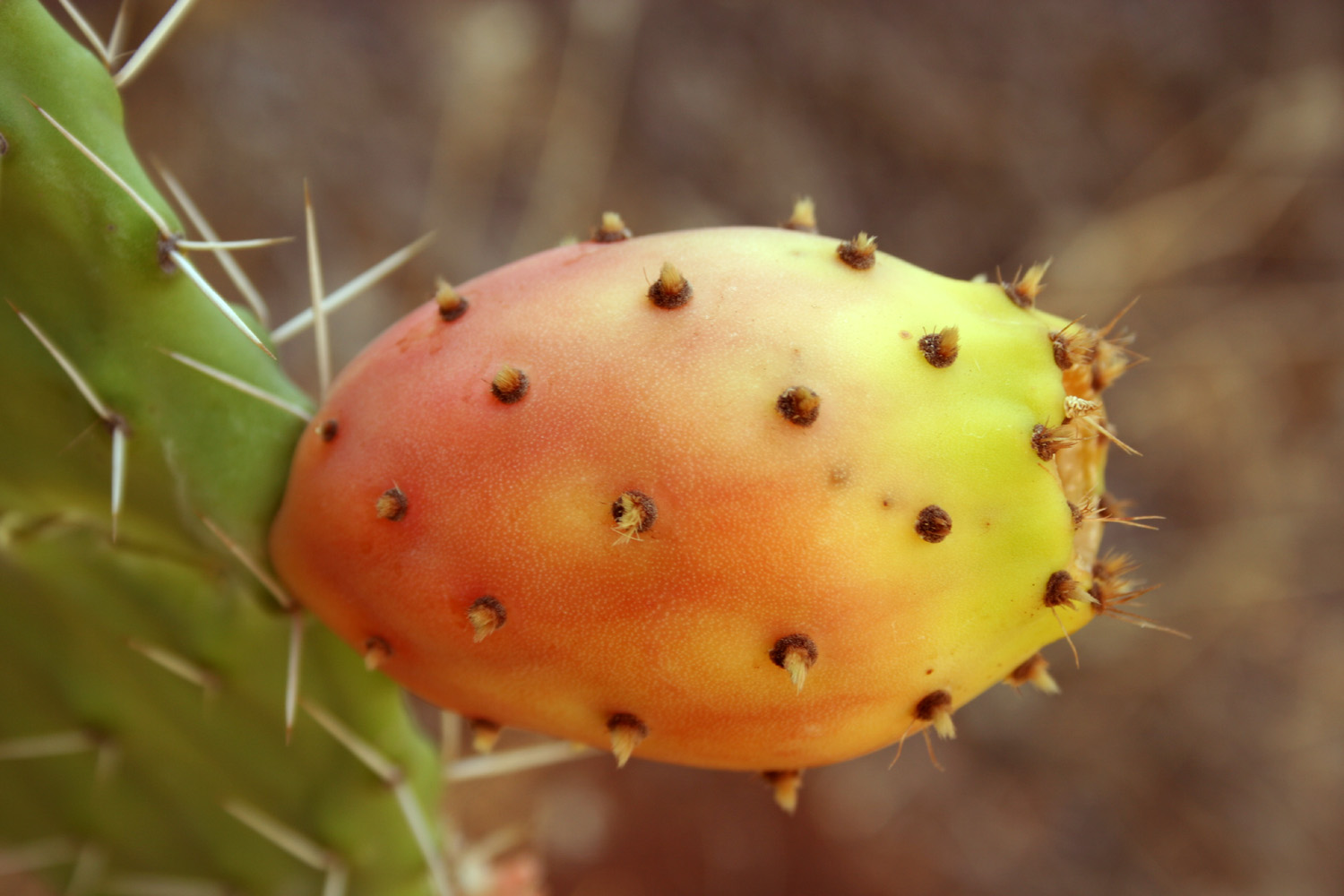
Плід.